# Idiome
En linguistique, le terme « idiome » englobe le terme « langue », les termes qui désignent diverses espèces de langues et les variétés régionales et sociales d’une même langue.[pas clair]

## Utilisation du terme dans le passé
L’emploi du terme « idiome » n’est pas récent. Au XVIIIe siècle, Antoine Court de Gébelin, par exemple, mentionne comme « idiomes françois » l’angevin, le bressan, etc.. Dans son rapport sur les idiomes du 27 janvier 1794, Bertrand Barère parle de ceux-ci en y englobant également le basque, le breton et d’autres, pour les condamner au nom de la nécessité de l’utilisation exclusive du français en tant que langue nationale. Selon Jean-Michel Éloy, leur emploi de ce terme semble « permettre tantôt d’englober toutes les variétés, tantôt d’éviter le mot "langue" ».

## Utilisation actuelle
De nos jours, la raison de l’emploi non péjoratif d'« idiome » n’est pas loin de celle du passé.
Pour Philippe Blanchet, un idiome est « un réseau minimal de systèmes linguistiques individuels identifié par un autoglossonyme et une conscience linguistique spécifiques ». Il utilise ce terme « afin d’éviter les connotations idéologiques de la terminologie traditionnelle ».
« Idiome » est en général utilisé quand le propos du chercheur n’est pas d’opter pour l’un des termes parmi « langue », « dialecte », « sous-dialecte », « parler » et « patois », surtout lorsqu’il est difficile, voire impossible de trancher quant au statut d’une telle entité. Ainsi, par exemple, Julien Pons, en étudiant l’évolution du latin classique au latin impérial, utilise ce terme en notant qu’« il convient de distinguer, selon une échelle géolinguistique décroissante, langue, dialecte, et patois, et selon une échelle sociolinguistique décroissante, sociolecte et idiolecte. Le terme idiome regroupe de manière commode tout ce qui précède. ».
Les linguistes qui s’occupent d’une telle entité concrète sans pouvoir ou vouloir trancher quant à son statut, utilisent couramment le terme « idiome ». Annelise Coquillon, par exemple, emploie bien le terme « parler » pour la variété de la région marseillaise, qu’elle alterne avec « idiome » tel que défini par Blanchet, « terme ayant l’avantage de se détacher plus nettement d’une quelconque idéologie sociopolitique ». Natalia Bichurina le fait également, en se penchant sur les discussions autour du francoprovençal.
Le terme « idiome » est aussi utilisé en tant que genre prochain pour définir des termes comme sociolecte, dialecte, argot, jargon, sabir ou créole, dans des cours universitaires de linguistique, tel celui de Jean-Marc Lemelin.
Ce terme apparaît avec une épithète glossonyme, mais avec d’autres qualifications aussi, par exemple chez Albert Valdman : « idiome national », « idiomes locaux », « idiomes africains », « idiome du groupe ethnique », « idiome vernaculaire, « idiome ethnique ».
Pour un linguiste non français tel Gábor Tillinger, le terme est utile pour étudier la complexité des variétés régionales de la France et de la terminologie dialectologique française, puisque « […] idiome peut désigner tout système, aussi bien une langue que ses variantes. »
C’est surtout la question « langue ou dialecte ? », souvent posée dans un contexte extra-linguistique, qui fait utiliser le terme « idiome » à Lorint Hendschel, par exemple, « chaque fois qu’il sera nécessaire de court-circuiter tout ce que peut éventuellement impliquer la dichotomie langue – dialecte », à l’instar de Žarko Muljačić, selon qui « ceux que gêne le couple dialecte – langue, peuvent utiliser le terme idiome [...] qui neutralise l’opposition citée. »
« Idiome » est un terme particulièrement utile dans le cas de sociétés plurilingues comme celles de la plupart des pays africains, où coexistent de nombreuses variétés de langues qui ne sont même pas suffisamment étudiées. C’est pourquoi il est constamment employé par Mortéza Mahmoudian qui traite de la politique linguistique dans un tel pays.
Les institutions et les personnes soucieuses de la préservation des divers langues, dialectes, parlers, patois, etc. d’un même pays, ont elles aussi recours au terme « idiome ». Par exemple, en Suisse, l’Institut de recherche et de documentation pédagogique (IRDP) de Neuchâtel utilise « idiome » dans les publications de son programme EOLE et patois. Éducation et ouverture aux langues patrimoniales comme terme général pour recouvrir l’ensemble des termes langue, dialecte, régiolecte, sociolecte, patois, argot, etc..

### Utilisation erronée
« Idiome » est parfois utilisé à tort au sens de « expression idiomatique » ou « idiotisme », surtout dans des publications ayant pour sujet l’anglais et son apprentissage, sous l’influence de l’un des sens du mot anglais idiom, dont un autre sens correspond d’ailleurs à celui de « idiome ». En effet, les dictionnaires français monolingues ne donnent pas « idiome » avec le sens « expression idiomatique ».
À noter que jusqu'au XVIe siècle le mot « idiome » a gardé le sens du latin idioma : particularité propre à une langue

### Sens dérivé
Dans la théologie chrétienne, un idiome est une particularité, un attribut, de l'une des hypostases divines. On parle en ce sens d'une « communication des idiomes ».

## Sources
- Bichurina, Natalia, « Baptêmes d’une langue ou un peu de magie sociale ("Francoprovençal" – "Arpitan" – "Savoyard") », à paraître dans Cahiers de l’ILSL, Lausanne (consulté le 31 octobre 2015).
- Blanchet, Philippe, « Pour la reconnaissance du droit des locuteurs à disposer de leur idiome. Un nouveau principe linguistique », dans Langage et société, année 1991, vol. 55, n° 1, p. 85-94 (consulté le 31 octobre 2015).
- Coquillon, Annelise, Caractérisation prosodique du parler de la région marseillaise, thèse, Université Aix-Marseille I – Université de Provence, 2005 (consulté le 31 octobre 2015).
- Court de Gébelin, Antoine, Monde primitif analysé et comparé avec le monde moderne, considéré dans les origines françoises; ou Dictionnaire étymologique de la langue françoise, Paris, 1778 (consulté le 31 octobre 2015).
- De Pietro, Jean-François, Elmiger, Daniel (dir.), EOLE et patois. Éducation et ouverture aux langues patrimoniales, Neuchâtel, IRDP, 2012, vol. III. Annexes documentaires, chapitre Clarification terminologique : patois, dialectes, langue standard, etc. p. 237-239 (consulté le 31 octobre 2015).
- Éloy, Jean-Michel, « Sur l'inventaire des variétés d'oïl de France : un processus de naissance de langues ? », dans Travaux de linguistique, n° 9, 1998, Université d'Angers (consulté le 31 octobre 2015).
- Hendschel, Lorint, « Langue, dialecte, idiome : la terminologie et le fond », dans La revue Toudi, n°45-46, avril-mai 2002 (consulté le 31 octobre 2015).
- Lemelin, Jean-Marc, Diagrammatique du langage. Initiation à la linguistique générale, cours universitaire, chapitre Les idiomes et les usages, p. 21-28 (consulté le 31 octobre 2015).
- Mahmoudian, Mortéza, « Problèmes de la gestion des situations plurilingues », dans Caroline Juillard, Louis-Jean Calvet (dir.), Les politiques linguistiques, mythes et réalités, AUPELF-UREF, FMA, 1996,  (ISBN 2-920021-65-6), p. 243-296 (consulté le 31 octobre 2015).
- Muljačić, Žarko, « Le "paradoxe élaborationnel" et les deux espèces de dialectes dans l'étude de la constitution des langues romanes », dans Lletres asturianes: Boletín Oficial de l'Academia de la Llingua Asturiana, n° 31, 1989, ISSN 0212-0534, p. 43-56.
- Pons, Julien, Du latin classique au latin impérial. Phonétique et phonologie, Edilivre, 2015,  (ISBN 9782332869807) (consulté le 31 octobre 2015).
- Tillinger, Gábor, « Langues, dialectes et patois – Problèmes de terminologie dialectologique. Réflexions sur la situation géolinguistique en France et la terminologie française », dans Argumentum, n° 9, 2013, Éditions de l’Université de Debrecen, HU ISSN 1787-3606, p. 1-18 (consulté le 31 octobre 2015).
- Valdman, Albert, « Normes locales et francophonie », dans Édith Bédard et Jacques Maurais (dir.), La norme linguistique, Gouvernement du Québec, Conseil de la langue française, Collection l'ordre des mots, Le Robert, Paris, 1983 (consulté le 31 octobre 2015).